# فلسفه خاورمیانه
فلسفه خاورمیانه (به انگلیسی: Middle Eastern philosophy) شامل فلسفه‌های مختلف مناطق خاورمیانه از جمله هلال حاصلخیز و ایران است. سنت‌های این فلسفه شامل فلسفه مصر باستان، فلسفه بابلی، فلسفه یهود، فلسفه ایرانی/فارسی و فلسفه اسلامی است.

## فلسفه بین‌النهرین
خاستگاه فلسفه بابلی را می‌توان در حکمت بین‌النهرین اولیه جستجو کرد، که فلسفه‌های خاصی از زندگی، به‌ویژه اخلاق را در قالب‌های دیالکتیک، دیالوگ، شعر حماسی، فولکلور وسرودها تجسم می‌بخشید. غزل، نثر، ضرب‌المثل، استدلال و عقلانیت بابلی‌ها فراتر از مشاهده تجربی توسعه یافته بود.
این احتمال وجود دارد که فلسفه بابلی بر فلسفه یونان و بعداً فلسفه هلنیستی تأثیر گذاشته باشد، اما شواهد مکتوب دال بر این موضوع موجود نیست. متنی بابلی و بدون تاریخ به‌نام گفتگوی بدبینی دارای شباهت‌هایی با اندیشه اگنوستیک سوفسطاییان، آموزه هراکلیتی در مورد تضادها، و گفتگوهای افلاطون، و همچنین پیش‌درآمدی برای روش سقراطی سقراط و افلاطون است. گفته می‌شود که تالس فیلسوف اهل ملط نیز در بین‌النهرین به تحصیل فلسفه پرداخته‌است.

## فلسفه مصر باستان
فلسفه مصر با توسعه کیهان‌شناسی باستانی آغاز شد. تا ۱۰۰۰ سال قبل از میلاد، فیلسوفان چهار عنصر را تشکیل‌دهنده جهان معرفی می‌کردند: باد، خاک، آتش و آب. این عناصر، اساس تحقیقات آن‌ها از آسمان و زمین را تشکیل داد. سنت کل‌گرایی که از این پیشرفت باستانی پدید آمد، این پرسش هستی‌شناختی را مطرح کرد: «وجود چیست؟» متفکران مصری با روح و ماده ارتباط برقرار کردند تا انسان از حیوانات و حتی خدایان جدا نشود. به همین دلیل، کاهنان به عنوان فیلسوف، ستاره‌شناس، معمار و شفادهنده نیز فعالیت می‌کردند.
برخی محققان اعتقاد دارند که فلسفه مصر باستان بر فلسفه یونان باستان تأثیر گذاشته‌است. فیلسوفان یونانی مانند افلاطون و فیثاغورس، یا به زیارت مصر رفته، یا در آن‌جا آموزش می‌دیدند. به‌ویژه فیثاغورس، که یک مکتب فلسفی را بر اساس فلسفه مصر باستان بنا نهاد و بیش از دو دهه را در مصر آموزش دید. فلسفه او ریشه در مابعدالطبیعه مصری دارد که آسمان‌ها و زمین را در وحدتی فراگیر دربر گرفته‌است.

## فلسفه ایران باستان
به فلسفه ایران باستان نیز مراجعه کنید

### دین زرتشت
دین زرتشت دینی توحیدی است که از ایران سرچشمه گرفته‌است. این دین ماهیتی دوگانه دارد (اهورامزدا و اهریمن)؛ با شش موجود مهم الهی به نامامیشاسپندان. در دین زرتشتی مدرن از آن شش موجود به‌عنوان جنبه‌ها یا نشأت‌های اهورامزدا (حق تعالی) تعبیر می‌شود، که با اهورامزدا گروه هفت‌تایی خوب و سودمند را تشکیل می‌دهند و با دسته دیگر از گروه هفت‌تایی که با اهریمن کامل می‌شوند، و شرور و ویرانگر هستند مخالفند. همین تضاد مداوم بین خیر و شر است که دین زرتشت را از چارچوب‌های توحیدی متمایز می‌کند. زرتشتیان با الزام پیروان خود به ایمان و اعتقاد به قدرت‌های متضاد، خود را دین دوگانه می‌داند.
تعالیم زرتشت در دوره‌ای از سال‌های ۱۷۰۰ تا ۱۸۰۰ قبل از میلاد در ایران ظاهر شد. حکمت او اساس مزدیسنا شد و به‌طور کلی بر رشد شاخه ایرانی فلسفه هند و ایرانی تأثیر گذاشت. زرتشت اولین کسی بود که مسئله شر را در قالب اصطلاحات فلسفی بررسی کرد. او همچنین یکی از قدیمی‌ترین موحدین تاریخ ادیان است. او از فلسفه اخلاقی مبتنی بر تقدم پندار نیک، گفتار نیک  و کردار نیک حمایت می‌کرد.
آثار زرتشت و دین زرتشت تأثیر به‌سزایی در فلسفه یونان و فلسفه غرب داشته‌است. چندین نویسندهٔ یونان باستان مانند اودوکسوس کنیدوسی و نویسندگان لاتینی مانند پلینیوس بزرگ، فلسفه زرتشتی را به عنوان «مشهورترین و مفیدترین» فلسفه ستوده‌اند. افلاطون از طریق ادوکسوس فلسفه زرتشتی را آموخت و بسیاری از ایده‌های آن را در نظریه مثل خود گنجاند. در قرن سوم پیش از میلاد، کولوتس، جمهور افلاطون را به سرقت ادبی بخش‌هایی از کتاب دربارهٔ طبیعت زرتشت، مانند افسانه ار متهم کرد.

### آیین مانوی
آیین مانوی که توسط مانی تأسیس شد، از شمال آفریقا در غرب تا چین در شرق تأثیرگذار بود. تأثیر آن از طریق قدیس آگوستین که از آیین مانوی به مسیحیت گرویده بود، در اندیشه مسیحیت غربی رسوخ کرد. بعدها، آگوستین در نوشته‌هایش با شور و شوق مانوی را تقبیح کرد و نوشته‌هایش همچنان در میان متکلمان کاتولیک، پروتستان و ارتدکس تأثیرگذار است. یکی از اصول مهم مانویت ماهیت دوگانه آن بود.

### آیین مزدک
آموزه‌ای دینی و فلسفی به نام آیین مزدک که بنیانگذار آن، مزدک، آن را نسخه اصلاح‌شده و ویرایش‌شده دین زرتشتی می‌دانست، تأثیرات قابل توجهی از آیین مانوی به نمایش می‌گذارد.

### آیین زروانی
آیین زروانی به مرکزیت خدای زمان زُروان است که به گفته زروانیان، اهورامزدا و اهریمن، دو برادر هم‌زاد، از او به وجود آمده‌اند. آیین زروانی گونه‌ای یکتاپرستی‌است که با مزدیسنا که دینی دوگانه‌انگارانه است، در تضاد است. زروانیان، زمان را منبع همه چیز می‌دانند.

#### زروانیسم زیبایی‌شناختی
زروانیسم زیبایی‌شناختی - ظاهراً به اندازه زروانیسم ماتریالیستی محبوب نیست - زروان را زمان می‌نگریست، که تحت تأثیر میل عقل (یک اصل مردانه) و هوس (یک اصل زنانه) بود.

#### زروانیسم ماتریالیستی
درحالی‌که اهورامزدا جهان را با اندیشه خود خلق کرد، زروانیسم ماتریالیستی این مفهوم را به چالش کشید که هر چیزی را می‌توان از هیچ ساخت.

#### زروانیسم تقدیرگرایانه
زروانیسم تقدیرگرایانه ناشی از آموزه زمان محدود با این مفهوم است که هیچ چیز نمی‌تواند مسیر از پیش‌تعیین‌شده جهان مادی را تغییر دهد، و این‌که مسیر اجرام اختری «کره آسمانی» نماینده این مسیر از پیش‌تعیین‌شده است. در اثر زبان فارسی میانه مینوی خرد آمده‌است: «اهورامزدا خوشبختی را برای انسان قائل بود، اما اگر انسان آن را دریافت نکرد، به‌دلیل اجحاف بر سیارات بود».

## فلسفه هلنیستی
فلسفه هلنیستی، دوره‌ای از فلسفه غرب می‌باشد که در تمدن هلنی، پس از ارسطو توسعه یافت و با آغاز دوره نوافلاطونی پایان یافت.

## سنت‌های ابراهیمی

### فلسفه یهود
فلسفه یهود شامل تمام فلسفه‌هایی است که چه یهودیان سرزمین اسرائیل و چه یهودیان دور از وطن انجام می‌دهند.

### فلسفه مسیحی
- مسیحیت و فلسفه هلنیستی
- نوافلاطونی و مسیحیت
- نوافلاطونی و عرفان

### فلسفه اسلامی

#### فلسفه اسلامی اولیه
ظهور اسلام منجر به پیدایش مکاتب مختلف فلسفی اسلامی شد. مکاتب متأثر از تصوف شامل فلسفه باطنی بود، در حالی که مکتب معتزله (تا حدی متأثر از فلسفه هلنیستی) عقل‌گرایی را بازسازی کرد و مکتب اشعری تفسیر منطقی و عقلانی از خدا، عدل، تقدیر و جهان هستی را اشاعه می‌داد.
فلسفه اشراق که توسط سهروردی پایه‌گذاری شد، استدلال کرد که نور الهی در همه سطوح و سلسله مراتب واقعیت تأثیر می‌گذارد. نور الهی، نورهای غیر مادی و جوهری تولید می‌کند، از جمله عقل غیر مادی، روح انسان و حیوان و حتی «مواد تاریک»، مانند اجسام. آثار سهروردی تحولات گسترده‌ای را بر اساس اندیشه‌های زرتشتی و اندیشه‌های ایران باستان به نمایش می‌گذارد.
سایر مکاتب فلسفی بر آثار نویسندگان دیگری در دوران طلایی اسلامی متمرکز بودند که آوروئیسم و حکمت سینوی دو تا از برجسته‌ترین این مکاتب بودند.

### فلسفه بهائی
عبدالبهاء، پسر و جانشین مؤسس دیانت بهائی، فلسفه بهائی را در اثر مفاوضات داده‌است.